# Travis Mahoney
Travis Mahoney (Box Hill, Victoria, Australia, 24 de julio de 1990) es un nadador olímpico australiano que compite en natación, especialista en el estilo combinado. Fue olímpico tras participar en los Juegos Olímpicos de Río de Janeiro 2016 en las pruebas de 200 y 400 metros estilo. Fue en esta última en la que acabó en la séptima posición, consiguiendo un Diploma Olímpico.
Durante el Campeonato Mundial de Natación en Piscina Corta de 2012 se proclamó subcampeón del mundo con el relevo de 4x200 metros libres, y medalla de bronce en el relevo de 4x100 metros libres.
En noviembre de 2013, fue miembro del equipo de relevos de 4x50 metros libre mixto que batió el record del mundo con un tiempo de 1:29.61, junto a Tommaso D'Orsogna, Cate Campbell y Bronte Campbell.

## Palmarés internacional
| Campeonato Mundial de Natación en Piscina Corta | Campeonato Mundial de Natación en Piscina Corta | Campeonato Mundial de Natación en Piscina Corta | Campeonato Mundial de Natación en Piscina Corta |
| Año                                             | Lugar                                           | Medalla                                         | Prueba                                          |
| ----------------------------------------------- | ----------------------------------------------- | ----------------------------------------------- | ----------------------------------------------- |
| 2012                                            | Estambul ( Turquía)                             | Medalla de plata                                | 4x200 m libre                                   |
| 2012                                            | Estambul ( Turquía)                             | Medalla de bronce                               | 4x100 m libre                                   |